# Hohwacht (Ostsee)
Hohwacht (Ostsee) est une commune allemande de l'arrondissement de Plön, dans le Land de Schleswig-Holstein.

## Géographie
Hohwacht se situe dans la presqu'île de Wagrie, au bord de la baie d'Hohwacht. Elle regroupe les quartiers de Haßberg, Hohwacht, Neudorf, Niedermühle et Schmiedendorf.

## Histoire
Le village est mentionné pour la première fois en 1557 sous le nom de Hohenwacht.
Ce petit port change à la fin du XIXe siècle avec l'ouverture de la ligne Malente-Gremsmühlen–Lütjenburg et le développement du tourisme balnéaire. Après la Première Guerre mondiale, le peintre Karl Schmidt-Rottluff et la biographe Rosa Schapire s'installent et font venir Bernhard Hoetger, Curt Stoermer, Heinrich Vogeler.
Vers la fin de la Seconde Guerre mondiale, s'ouvre une succursale de camp de concentration. Deux cents prisonniers de camps et trois cents travailleurs forcés de douze nationalités sous la garde de SS produisent des pièces pour les missiles V2.
En 1986, Hohwacht reçoit le titre de station balnéaire.